# Dryadula phaetusa
Dryadula es un género monotípico de la familia de mariposas Nymphalidae. Su única especie, Dryadula phaetusa, conocida como tigre de la granadilla, es nativa de Brasil hasta el centro de México, y en verano se puede encontrar raramente tan al norte como el centro de Florida. Su envergadura va de 86 a 89 mm. Es de un color naranja brillante con rayas negras gruesas en los machos y un color naranja con rayas negras más apagadas y borrosas en las hembras.
El adulto se alimenta principalmente del néctar de las flores y de los excrementos de pájaros; la oruga se alimenta de Passiflora incluyendo Passiflora tetrastylis. Se encuentra generalmente en los campos tropicales de tierras bajas y valles.
Esta especie es desagradable para las aves y pertenece al complejo mimetismo batesiano "naranja".

## Simbiosis
Antes de su temporada de apareamiento, los machos de esta especie se congregan en cientos de parches de tierra húmeda que contienen sales minerales (encharcamiento). Cuando no pueden encontrar este tipo de depósitos, los insectos visitan varios animales para beber secreciones saladas de su piel y fosas nasales.

## Taxonomía

Dryadula phaetusa - ambos lados del mismo espécimen, colección del Museo de Toulouse.

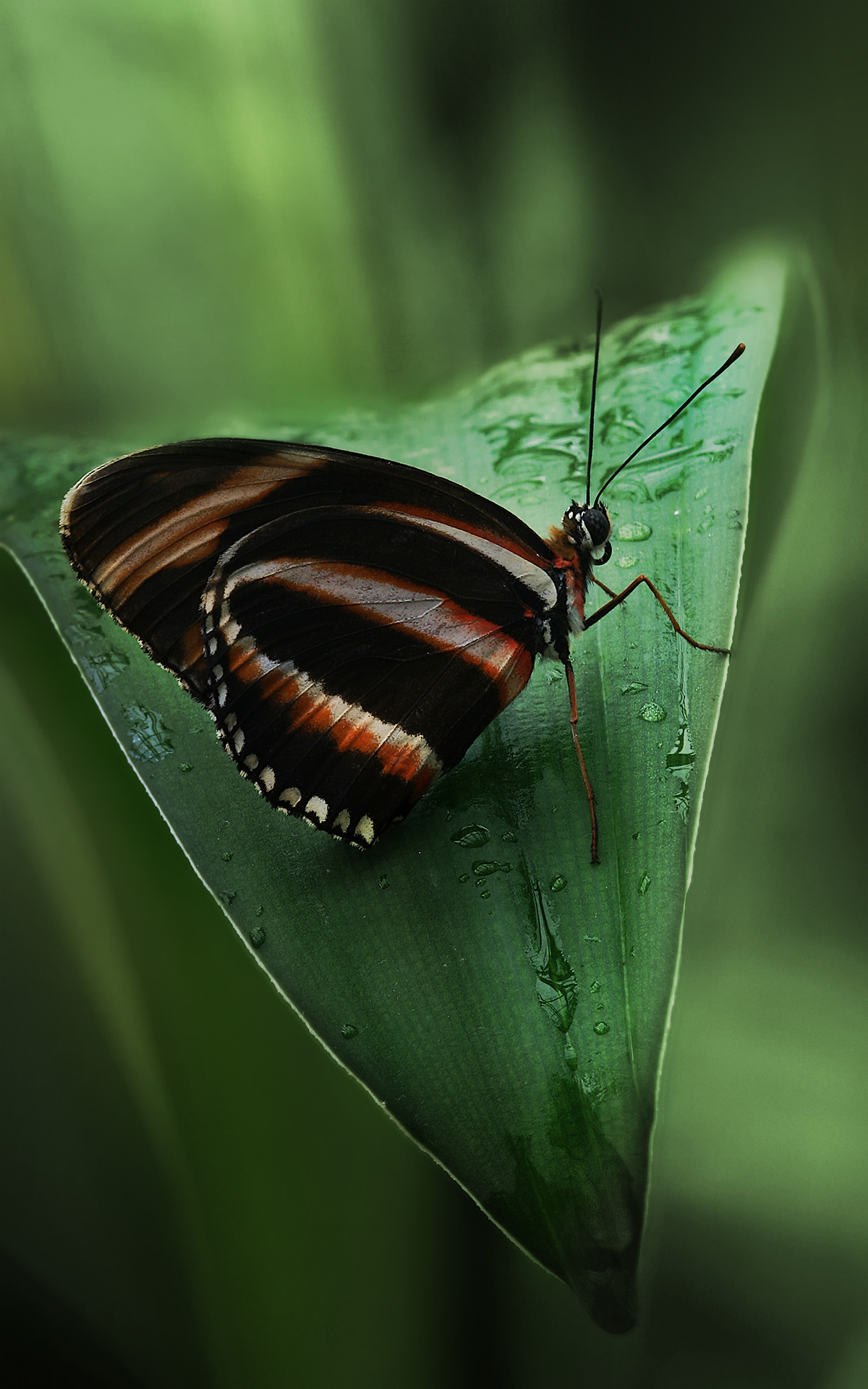
D. phaetusa inferior.

El género Dryadula Michner, 1942, es monotípico; La especie tipo es Papilio phaetusa Linnaeus, 1758 (Syst Nat 10 ed., 1:.. 478). La localidad tipo, dado que "Indiis", se supone que se refieren a las Indias Occidentales o el norte de Sudamérica.